# Rae Anderson
Pour les articles homonymes, voir Anderson.
Rae Anderson, née le 8 avril 1953 à Melbourne, est une joueuse professionnelle de squash représentant l'Australie. Elle est championne du monde par équipes en 1981.

## Biographie
Elle participe à la Coupe du monde de 1981 avec l'équipe nationale australienne. L'équipe atteint la finale contre l'Angleterre, qui se termine 2-1 en faveur des Australiennes. Rae Anderson n'a pas joué dans cette finale. Entre 1981 et 1989, elle participe à trois reprises au tableau principal des championnats du monde en simple et obtient son meilleur résultat en 1981 et 1983 avec une participation aux huitièmes de finale.
Rae Anderson est l'un des membres fondateurs de l'Association internationale des joueuses de squash en 1984 et en devient la première secrétaire générale et trésorière.

## Palmarès

### Titres
- Championnats du monde par équipes : 1981